# (2619) Skalnaté Pleso
(2619) Skalnaté Pleso est un astéroïde de la ceinture principale.

## Description
(2619) Skalnate Pleso est un astéroïde de la ceinture principale. Il fut découvert le 25 juin 1979 à Siding Spring par Eleanor Francis Helin et Schelte J. Bus. Il présente une orbite caractérisée par un demi-grand axe de 3,01 UA, une excentricité de 0,04 et une inclinaison de 1,1° par rapport à l'écliptique.

## Compléments